# Rafael Márquez Lugo
Rafael „Rafa” Márquez Lugo (ur. 2 listopada 1981 w mieście Meksyk) – meksykański piłkarz występujący na pozycji napastnika, reprezentant Meksyku.

## Kariera klubowa
Márquez Lugo pochodzi ze stołecznego miasta Meksyk i jest wychowankiem akademii juniorskiej tamtejszego klubu Pumas UNAM. Do pierwszej drużyny został włączony jako osiemnastolatek przez tymczasowych szkoleniowców Javiera Garaya oraz Raúla Servína i w meksykańskiej Primera División zadebiutował 10 września 2000 w zremisowanym 0:0 spotkaniu z Monterrey. Premierowego gola w najwyższej klasie rozgrywkowej strzelił za to 21 października 2001 w wygranej 2:1 konfrontacji z La Piedad i od tamtego czasu zaczął notować regularne występy, jednak nie odniósł z Pumas żadnego osiągnięcia. W styczniu 2003 został zawodnikiem niżej notowanej ekipy Jaguares de Chiapas z siedzibą w Tuxtla Gutiérrez, gdzie występował przez kolejny rok – przez pierwsze sześć miesięcy jako podstawowy zawodnik, lecz później został relegowany do roli rezerwowego. W późniejszym czasie przeniósł się do klubu Monarcas Morelia, w którego barwach z miejsca wywalczył sobie pewną pozycję w formacji ofensywnej. Barwy Morelii reprezentował przez kolejne trzy i pół roku, będąc kluczowym zawodnikiem zespołu i kilkakrotnie znajdował się w czołówce strzelców ligi, lecz nie zdołał odnieść z tą drużyną poważniejszych sukcesów.
Latem 2007 Márquez Lugo razem ze swoim kolegą klubowym Luisem Gabrielem Reyem przeszedł do ówczesnego mistrza Meksyku – zespołu CF Pachuca. W tym samym roku triumfował z nią w rozgrywkach SuperLigi, a także wziął udział w Klubowych Mistrzostwach Świata, podczas których zajął ze swoją drużyną dopiero piąte, przedostatnie miejsce. Podczas pobytu w Pachuce nie potrafił spełnić pokładanych w nim dużych oczekiwań i często pełnił rolę rezerwowego, wobec czego już po upływie sześciu miesięcy udał się na wypożyczenie do ekipy Tecos UAG z miasta Guadalajara, gdzie również spędził pół roku, tym razem jednak bez sukcesów. W lipcu 2008, został wypożyczony na sześć miesięcy do stołecznego zespołu Club América, w którego barwach nie potrafił sobie jednak wywalczyć miejsca w pierwszym składzie.
W styczniu 2009, również na zasadzie wypożyczenia, Márquez Lugo zasilił drużynę Atlante FC z siedzibą w Cancún, gdzie odzyskał dobrą formę, będąc czołowym strzelcem ekipy. W 2009 roku triumfował z nią w rozgrywkach Ligi Mistrzów CONCACAF, a kilka miesięcy później po raz drugi wziął udział w Klubowych Mistrzostwach Świata, podczas których strzelił gola w meczu o trzecie miejsce z południowokoreańskim Pohang Steelers (1:1, 3:4 k.), zaś Atlante zajęło ostatecznie czwartą lokatę. Po upływie półtora roku po raz drugi w karierze został piłkarzem Monarcas Morelia; tam, podobnie jak podczas pierwszego pobytu w zespole, został podstawowym napastnikiem pierwszego składu. Tym razem osiągnął jednak z Morelią kilka sukcesów drużynowych – w 2010 roku po raz drugi w karierze wygrał z ekipą prowadzoną przez Tomása Boya rozgrywki SuperLigi, zaś w wiosennym sezonie Clausura 2011 wywalczył tytuł wicemistrza kraju.
Latem 2012 Márquez Lugo za sumę 3,3 miliona dolarów przeszedł do klubu Chivas de Guadalajara, gdzie od razu wywalczył sobie miejsce w pierwszej jedenastce i został najskuteczniejszym graczem drużyny. Jego udane występy zaowocowały regularnymi powołaniami do kadry narodowej. Dobrą serię przerwała poważna kontuzja kolana, której doznał w jednym ze spotkań ligowych w marcu 2014 i w jej wyniku musiał pauzować przez pięć miesięcy. Bezpośrednio po rekonwalescencji jego uraz odnowił się, wobec czego konieczna była kolejna, kilkumiesięczna przerwa w grze. W kwietniu 2015, po ponad roku leczenia kontuzji, zawodnik zdecydował się zakończyć profesjonalną karierę z powodu problemów zdrowotnych z kolanem w wieku 33 lat. Ogółem w 376 meczach w lidze meksykańskiej strzelił 111 goli.

## Kariera reprezentacyjna
W 2004 roku Márquez Lugo został powołany przez szkoleniowca Ricardo La Volpe do reprezentacji Meksyku U-23 na północnoamerykański turniej kwalifikacyjny do Igrzysk Olimpijskich w Atenach. Tam pełnił rolę podstawowego napastnika swojej drużyny i wystąpił we wszystkich pięciu spotkaniach, trzykrotnie wpisując się na listę strzelców; w fazie grupowej z Jamajką (4:0) i dwa razy w półfinale z USA (4:0), zaś jego kadra triumfowała ostatecznie w tych rozgrywkach, pokonując w finale po dogrywce Kostarykę (1:0). Kilka miesięcy później znalazł się w składzie na Igrzyska Olimpijskie w Atenach, gdzie rozegrał wszystkie trzy możliwe mecze, tworząc duet napastników z Omarem Bravo i zdobył bramkę w konfrontacji z gospodarzami – Grecją (3:2). Meksykanie zanotowali wówczas bilans zwycięstwa, remisu i porażki, odpadając z męskiego turnieju piłkarskiego już w fazie grupowej.
W seniorskiej reprezentacji Meksyku Márquez Lugo zadebiutował za kadencji argentyńskiego selekcjonera Ricardo La Volpe, 27 października 2004 w wygranym 2:1 meczu towarzyskim z Ekwadorem. W 2005 roku został powołany na Puchar Konfederacji, gdzie pozostawał jednak rezerwowym drużyny i wystąpił tylko w jednym z pięciu możliwych spotkań, a jego kadra dotarła wówczas do półfinału, zajmując ostatecznie na niemieckich boiskach czwarte miejsce. Kilka dni później znalazł się natomiast w ogłoszonym przez La Volpe składzie na Złoty Puchar CONCACAF. Tam z kolei był jednym z ważniejszych graczy zespołu, rozgrywając trzy z czterech meczów, jednak ani razu nie wpisał się na listę strzelców, zaś Meksykanie zakończyli swój udział w turnieju na ćwierćfinale.
W 2011 roku Márquez Lugo po sześciu latach powrócił do kadry narodowej, kiedy to został powołany przez Luisa Fernando Tenę do rezerwowej reprezentacji Meksyku na Copa América, złożonej głównie z graczy z rocznika '89, jako jeden z trzech starszych piłkarzy. Podczas tych rozgrywek miał pewne miejsce w składzie, rozgrywając wszystkie trzy mecze w wyjściowym składzie, jednak nie zdobył w nich żadnego gola, a jego drużyna po komplecie porażek odpadła z rozgrywanego na argentyńskich boiskach turnieju już w fazie grupowej. Premierowego i zarazem jedynego gola w reprezentacji strzelił 25 stycznia 2012 w wygranym 3:1 sparingu z Wenezuelą, natomiast w 2013 roku znalazł się w ogłoszonym przez selekcjonera José Manuela de la Torre składzie na swój drugi Złoty Puchar CONCACAF. Podczas tego turnieju wystąpił we wszystkich pięciu spotkaniach od pierwszej minuty, lecz ponownie nie zdołał wpisać się na listę strzelców, a Meksykanie, grający wówczas w rezerwowym składzie złożonym z graczy występujących w krajowej lidze, zakończyli swój udział w Złotym Pucharze na półfinale. Ogółem swój bilans reprezentacyjny zamknął na szesnastu występach.